# Anima a animus
Anima je pojem používaný v analytické psychologii pro označení nevědomého ženského protějšku mužské vědomé psýchy. Animus je symetrický protějšek v případě ženské psychiky. Jako přirozené archetypy představují anima a animus tvořivou psychickou sílu. Plní roli průvodců do nevědomí, vedou k hlubšímu pochopení vlastního nevědomého světa, jsou prostředníky mezi egem a vnitřním životem individua a v určitém slova smyslu zdrojem naplnění života. Jako komplementární pár nazval C. G. Jung tyto archetypy kontrasexuální.
Vedle maskulinní psychiky žije feminní prvek jako další samostatná osobnost s ženským charakterem jednání. Vnitřní žena je osobností, projevuje se ve snech nebo fantaziích a jako autonomní komplex je stále projektována na opačné pohlaví tou měrou, jakou zůstává v nevědomí. Protože psychický život jako celek je větší částí nevědomím, které obklopuje vědomí ze všech stran, nevědomý archetyp animy žije ze sebe. Anima je oduševnělou bytostí, jejímž charakteristickým rysem je neklid, měňavost, tvořivá síla a především pramen možnosti citového vztahu. Animus jako mužský protějšek ženské psýchy má v ženském myšlení paralelní mužské rysy (bezcitnost, racionalita, moc). Důležité je spojení animy a duše (psýché), jako projevu toho, čím se odlišuje život od ostatního – dech života.
Koncept animy (anima) vysvětluje možnosti vzájemného porozumění mezi mužem a ženou a jejich vzájemnou přitažlivost. Vnitřní postava žijící pod povrchem usiluje o dokončení a vztah. Jako způsoby percepce a chování reprezentované uvnitř individuální psýché se dostavují osudově a jejich působení začíná v našem nejosobnějším životě. Projekce animy (anima) na druhé pohlaví se však může stát zdrojem problémů.

## Jungův přístup
C. G. Jung se při zkoumání archetypů opíral o poznatky fenomenologie a animu chápal jako empirický pojem, který přichází s poznáváním nevědomí. Duše produkuje obrazy a formy, které teprve umožňují poznání objektu. Navíc kolektivní nevědomí nepochází z individuální zkušenosti, ale je vrozené. Proto analytická psychologie chápe nevědomí jako jednající subjekt, a tedy i animu a anima. Archetypy nelze redukovat na pouhé subjektivní myšlenky bez vlivu na člověka, neboť je mnoho případů duševních onemocnění, která se projevovala vlivem archetypu. Projevující se rozdílné a protikladné síly ve svém důsledku znamenají a chtějí život individua, kolísají kolem něho jako střed váhy. Tento fakt označoval Jung za energetismus života.
Důkazy nacházel Jung ve snech svých pacientů, kde archetypální postavy sloužily snícímu jako pomocníci. V literárních dílech postava opačného pohlaví slouží jako průvodce hrdiny po jeho příběhu (např. Beatrice v Dantově Božské komedii).

## Anima jako archetyp
Anima je apriori nálad, reakcí, impulsů a psychických spontánností. Všechno, čeho se anima dotkne, stává se numinózní. Chce-li anima život, chce dobro i zlo, nediferencuje tyto aspekty a pohybuje se v celém jejich spektru. Může se vyjevit jako bída života a chudoby, bezvýznamnosti (Marie v Betlémském chlévě) a na opačném protipólu jako anděl světla osvětlující nejvyšší smysl (Maria oslavovaná v litaniích). Je životem mimo všechny kategorie. V plnosti životních zkušeností ztrácí na chaotičnosti a získává podobu učení, moudrosti a významu. Představuje archetyp života s aspektem archetypu smyslu. Ačkoliv má takto významné postavení v nevědomí jako zdroj afektivity a psychické energie je jen jedním z archetypů, necharakterizuje nevědomí zcela, ale je jen jeho aspektem.
Mytologickým reprezentantem archetypů animy a anima jsou tzv. božské syzigie, dvojice androgynních bohů. Jsou stejně univerzální jako výskyt muže a ženy. Jung se nespokojil s myšlenkou, že božský pár je odvozený od rodičovského páru (projikováno nemůže být to, co je vědomé), ale hlubší důvody tkví v hloubce nevědomí, neboť představa párovosti dělené na mužské a ženské je dominující. Jung to ilustruje vizí švýcarského mystika Mikuláše z Flüe, který navzdory převažující křesťanské teologii uzřel Boha jako královskou Matku a královského Otce. Všechno mužské je vždy provázeno ženským. Androgyní syzigie jako jednu z možných dvojic používá ve svém symbolismu gnosticismus a alchymická filosofie. Antickému člověku se anima vyjevuje jako bohyně nebo čarodějnice, v křesťanství královna nebes a Církev.

## Vyrovnání s Animou jako symbolický proces
Problematika vztahu k animě je vždy zkouškou a symbolickým procesem. Vzhledem k numinózní povaze archetypu, kdy má jistou autonomii, může při nedostatečné reflexi propuknout duševní nemoc charakterizovaná posedlostí archetypem. Při posedlosti animou se nemocný například chce proměnit v ženu autokastrací (případ Schreber), objevuje se celá mytologie animy a mnoho archaických motivů. Při neuróze to vše může zůstávat v pozadí. Muži se chovají náladově až hystericky, ženy mají zlou vůli, touhu po moci.

### Projekce
Objektivace animy a osobní přístup k ní zmírňuje tendenci k odtržení od reality a zmírňuje patologické rysy nutkavé potřeby udržet si status quo v personě. V případě projekce se projikují vnitřní postavy na idealizované objekty (madona, rytíř).
Žena po boku muže je pramenem informací o mužově nevědomí, vidí to, co se muži neklade před vědomí – dokáže vytušit různé věci, vidí to, pro co muž nemá oči. Muži si volí ženy, které nejvíce odpovídají jejich nevědomému ženství, ženu, která je bez nesnází schopna přijmout projekce jeho duše.
Zcela normální je, když archetypální obrazy jsou normálními fantaziemi. Jedná se o normální proces syntézy vědomí a nevědomí v procesu individuace. Prostá racionální integrace není však možná, protože numinózní obsahy mají svojí autonomii. Proces proměny se odehrává formou dialogu se symbolickými reprezentacemi postav nevědomí.

### Problematika persony
Identifikace se sociální rolí je pramenem neuróz. Identifikace s personou (maskou), jako ideálním obrazem muže, je vnitřně kompenzována ženskou slabostí. Individuum siláka se v nitru stává ženou, animou, která se staví personě na odpor. Anima je důležitý faktor v psychologii muže, a to v kontextu s afekty a emocemi. Má-li anima silný vliv, zženšťuje charakter muže, který je pak citlivý, vznětlivý, žárlivý i ješitný. Ztráta animy má za následek zkostnatělost, stereotypii, fanatické lpění na zásadách nebo naopak rezignaci, únavu až dětinské změknutí a náklonnost k alkoholu.